# Bohuňovice (nádraží)
Bohuňovice jsou železniční stanice v Bohuňovicích v Olomouckém kraji. Jsou součástí elektrizované jednokolejné železniční trati Olomouc–Šumperk. Leží mezi stanicemi Olomouc hl. n. a Šternberk. Stanici obsluhují pravidelné osobní vlaky Českých drah ve směru Olomouc hl. n. (a Nezamyslice) nebo Šumperk. Některé spoje tudy pouze projíždějí. ČD zde od roku 2022 nasazují dvouvozové a posléze i třívozové jednotky RegioPanter. Od ledna 2023 zde byl zahájen výhradní provoz vlaků pod zabezpečovačem ETCS.

## Historie
Úsek trati Olomouc–Šternberk byl zprovozněn v roce 1870. Budova stanice byla postavena roku 1868. Od roku 1870 sloužila jako zastávka, ale počítalo se s tím, že bude v budoucnosti přeměněna na stanici. Následně v roce 1873 byla u zastávky vybudována výpravní budova a krátká manipulační kolej. 21. října 1880 byl pak schválen provoz na 198 m dlouhé manipulační koleji, která poté sloužila především cukrovaru v Holici u Olomouce. Roku 1923 cukrovar vyhověl tlaku, aby vlečku ve stanici mohly používat i jiné podniky. Cukrovar Holice také v roce 1927 částkou 30 tisíc korun přispěl na vydláždění silnice z nádraží až do obce, když byl nucen vydláždit svou příjezdovou cestu i cestu podél koleje, jež byla při nakládce řepy na podzim vždy rozbahněná.
Od 30. let 20. století měla zastávka přestavěnou manipulační kolej na druhou dopravní pro křižování vlaků. Roku 1938 byla podepsána Mnichovská dohoda, na základě které mělo být československé pohraničí předáno Německu. Do IV. okupační zóny spadalo i město Šternberk. Nová hranice vedla kousek za zastávkou Štarnov a na zastávce v Bohuňovicích zřídila státní správa provizorní celnici. 29. října 1938 byla zastávka prohlášena za stanici. Poprvé byla obsazena výpravčím vlaků a urychleně se zřídilo i elektrické osvětlení. Do Bohuňovic byla elektřina zavedena už v roce 1926, stanice byla poprvé osvětlena až 8. února 1939. Poté nechala stavební správa odstranit původní plynové osvětlení.
V roce 1965 začala významná oprava stanice. Budova kompletně změnila svůj vzhled. Také došlo k poražení stromů mezi výpravní budovou a kolejemi. Rekonstrukce skončila v roce 1967. 14. července 1987 se odehrála ve stanici Bohuňovice mimořádná událost. Došlo k požáru motorového vozu M 286.001. Místním hasičům se povedlo jej včas uhasit.

## Popis

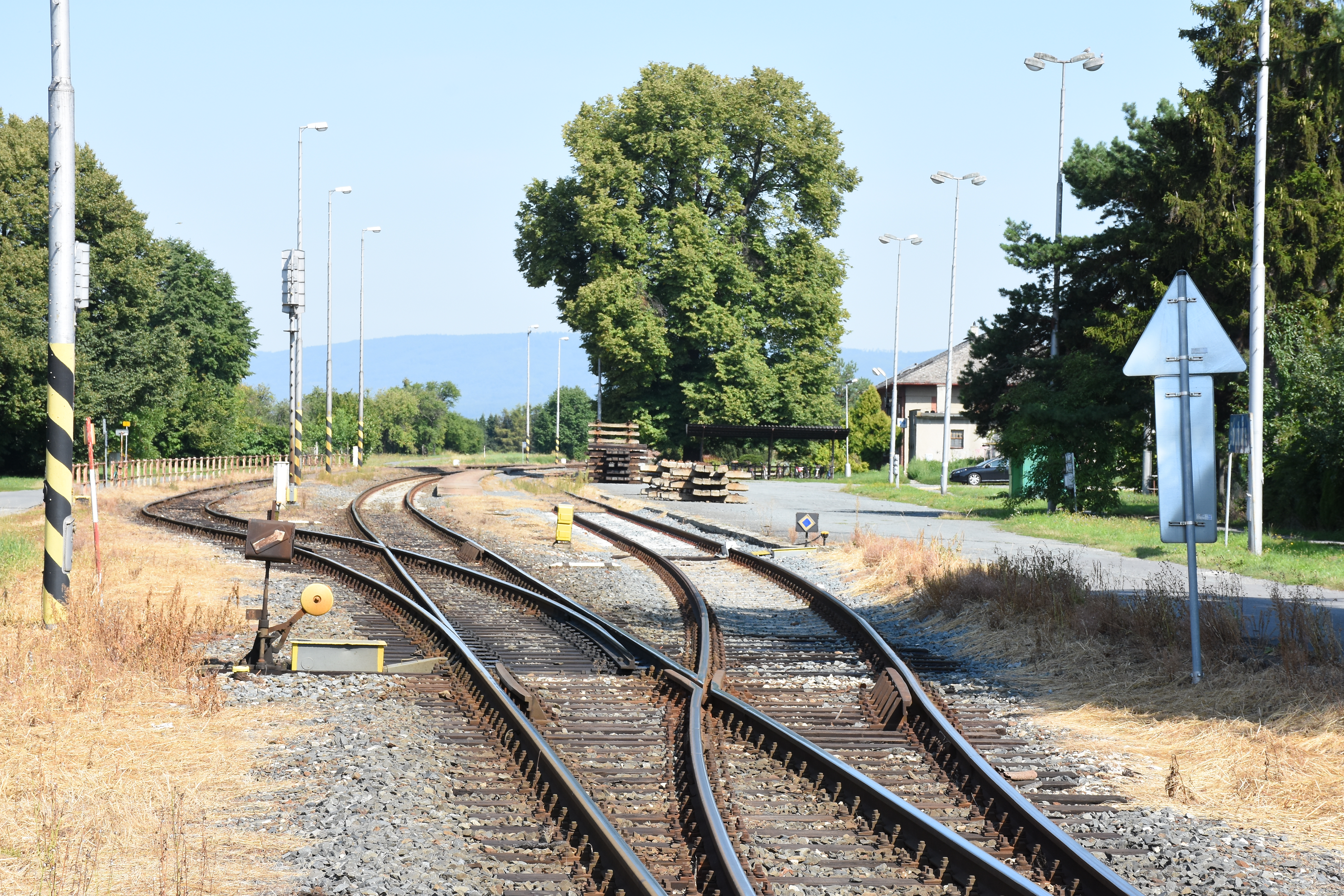
Olomoucké zhlaví v roce 2017

Stanice je zařazena do Integrovaného dopravního systému Olomouckého kraje. Její budova stojí na adrese U Nádraží 251. Jedná se o stavbu, která prošla mezi lety 2019 a 2022 celkovou obnovou spolu s elektrizací a zkapacitněním samotné trati a zvýšením maximální traťové rychlosti na 160 km/h. Je zde jedno postranní a jedno poloostrovní nástupiště, kam je přístup po centrálním přechodu. Nástupiště mají nástupní hranu ve výšce 550 mm nad temenem kolejnice a jsou bezbariérově přístupná. Stanice je vybavená novým informačním a orientačním systémem a po rekonstrukci disponuje též zastřešenými stojany na kola.
Při přípravě rekonstrukce panovaly mezi obyvateli obce obavy, že by nemusel být zachován prodej jízdenek ani vnitřní čekárna. Původně mělo být nádraží dokonce zrušeno a měla ho nahradit zastávka, s čímž obec Bohuňovice nesouhlasila a Správa železnic plány změnila. Rekonstrukce nakonec zahrnovala pouze odbourání části budovy a přesunutí WC. Na místě tedy je možné zakoupit jízdenku, je zde čekárna a bezbariérové toalety. Místní se také báli o téměř sto padesát let starou lípu, které hrozilo pokácení především kvůli vedení inženýrských sítí. Obec se lípu snažila bránit a několikrát žádost o povolení pokácení zamítla. Nakonec se strom povedlo zachovat s tím, že dostal odborný prořez koruny, aby nezasahoval do trakčního vedení.